# Akkadevanahalli, Heggadadevankote
Akkadevanahalli là một làng thuộc tehsil Heggadadevankote, huyện Mysore, bang Karnataka, Ấn Độ.